# Lucio Rivas
Lucio Rivas Bertol (Madrid, 1 de febrero de 1911-Caracas, 25 de noviembre de 1993) fue un pintor español, etiquetado como uno de los máximos representantes de la pintura figurativa, y uno de los más prolíficos e inquietos de su generación, ya que cuenta con más de 2000 obras catalogadas. Su estilo maduro y autodidacta le permitió profundizar en diversos campos del arte pictórico. Socio de Mérito de la Asociación Española de Pintores y Escultores. 

## Biografía
Huérfano a muy tempana edad es criado por su abuela materna. Su gran inquietud pictórica se ve recompensada cuando, después de diversos intentos consigue a los catorce años de edad el ansiado pase para copiar en el Museo de Arte Moderno (España) de la mano de su director, el célebre escultor Mariano Benlliure, quien en 1925 lo definió como «futura gloria de nuestro arte».
En 1936 celebra su primera exposición individual en el Círculo de Bellas Artes de Madrid con rotundo éxito y cuyo catálogo es prologado por Mariano Benlliure, quien le realizaría un busto siendo correspondido a su vez por Lucio Rivas con un retrato, que fue comentado por el ilustre escultor como «el único en el que no me han puesto cara de idiota». Ese mismo año, es nombrado retratista oficial de los gobernadores del Banco de España. Habían sido sus retratistas Sorolla, Lazlo, Moreno Carbonero y su hermano José Antonio Benlliure. En aquella época es cuando pinta parte de sus célebres retratos que le fueron encargados por muy diversos personajes de especial relevancia, entre ellos, el de Carmen de Benlliure; Alberto Alcocer, que fue alcalde de Madrid; el general Bermúdez de Castro; el del director del Museo del Ejército Antonio Goicoechea; y el de Alfredo Zavala Lafora que fuera gobernador del Banco de España. 
Su obra se encuentra repartida en diversos museos y colecciones particulares de España, Venezuela, Estados Unidos y Alemania, destacando los cuatro cuadros de gran formato que sobre escenas de la vida de Jesús decoran la catedral de Caracas. 
Gana el concurso para la provisión de la beca de la Fundación Conde de Cartagena que convoca la Real Academia de Bellas Artes. El Museo del Ejército le requiere para pintar diversos cuadros entre los que destacan el cuadro de gran formato La Purísima, patrona de la Infantería, y el de Agustina de Aragón.
Con motivo de la beatificación de la Madre Joaquina de Vedruna se le encarga por la Orden de las Religiosas de la Caridad, el retrato de su fundadora, que es expuesto en la iglesia de San Francisco El Grande de Madrid.    
La enciclopedia Figuras de Hoy, de la editorial Ciencia y Cultura (Madrid 1949), entre otros conceptos, dice:" Autodidacta de una técnica muy depurada y que siente profundamente su arte, es un pintor de acusada inquietud y con ansias sensibles de superación. Cultiva lo mismo el impresionismo que el realismo, no despreciando en su ecuanimidad ninguna tendencia ni ningún asunto, siempre que conserve su obra autenticidad pictórica. Ha alcanzado ya un lugar de primera fila en la pintura contemporánea". 
El cuadro Niño ante el barreño es adquirido por el Museo de Castrelos en Vigo. En 1949 celebra una nueva exposición individual en el Círculo de Bellas Artes de Madrid con tal éxito que el célebre crítico de arte, Bernardino de Pantorba dio una conferencia sobre la obra pictórica de Lucio Rivas.
En 1951 pinta el fresco de la Sagrada Familia para el frontis del Altar Mayor de la iglesia de los Sacerdotes Operarios Diocesanos de Salamanca.
En 1952 traslada su residencia a Venezuela donde recibe el encargo de decorar las Cámaras Legislativas, el retrato de Simón Bolívar, la trilogía de retratos que adorna la Capilla de Santa Rosa, donde se firmó la declaración de independencia de Venezuela, pintando los retratos de los próceres del siglo XIX: general Lino de Clemente, Juan Antonio Rodríguez Domínguez y el marqués del Toro. Fundó en Caracas con el pintor Luis Alfredo López Méndez la Academia de Enseñanza de Pintura, por donde pasaron más de seiscientos alumnos.         
En la década de los sesenta recibe el encargo de pintar cuatro composiciones de tema religioso para el presbiterio de la catedral de Caracas. Los cuatro cuadros de gran formato son: La Adoración de Los Reyes Magos, La Adoración de los Pastores, La Huida a Egipto y La Sagrada Familia. Fue nombrado caballero de la Orden de Andrés Bello y condecorado con la orden Diego de Losada.

## Pensamientos, ideas y principios
En 1949 publicó La Euritmia en nuestra formación, compendio que trata de demostrar las ideas y los principios artísticos que sustenta el autor. Posteriormente publica Charlas de Taller, donde promulga la teoría denominada del color y del número. Acuña dos nuevas manifestaciones pictóricas que denomina micronismos y las secuencias.